# Niederösterreichische Landesnervenklinik Gugging

Zentralgebäude der n.ö. Landesirrenanstalt, ca. 1912, erbaut 1895.

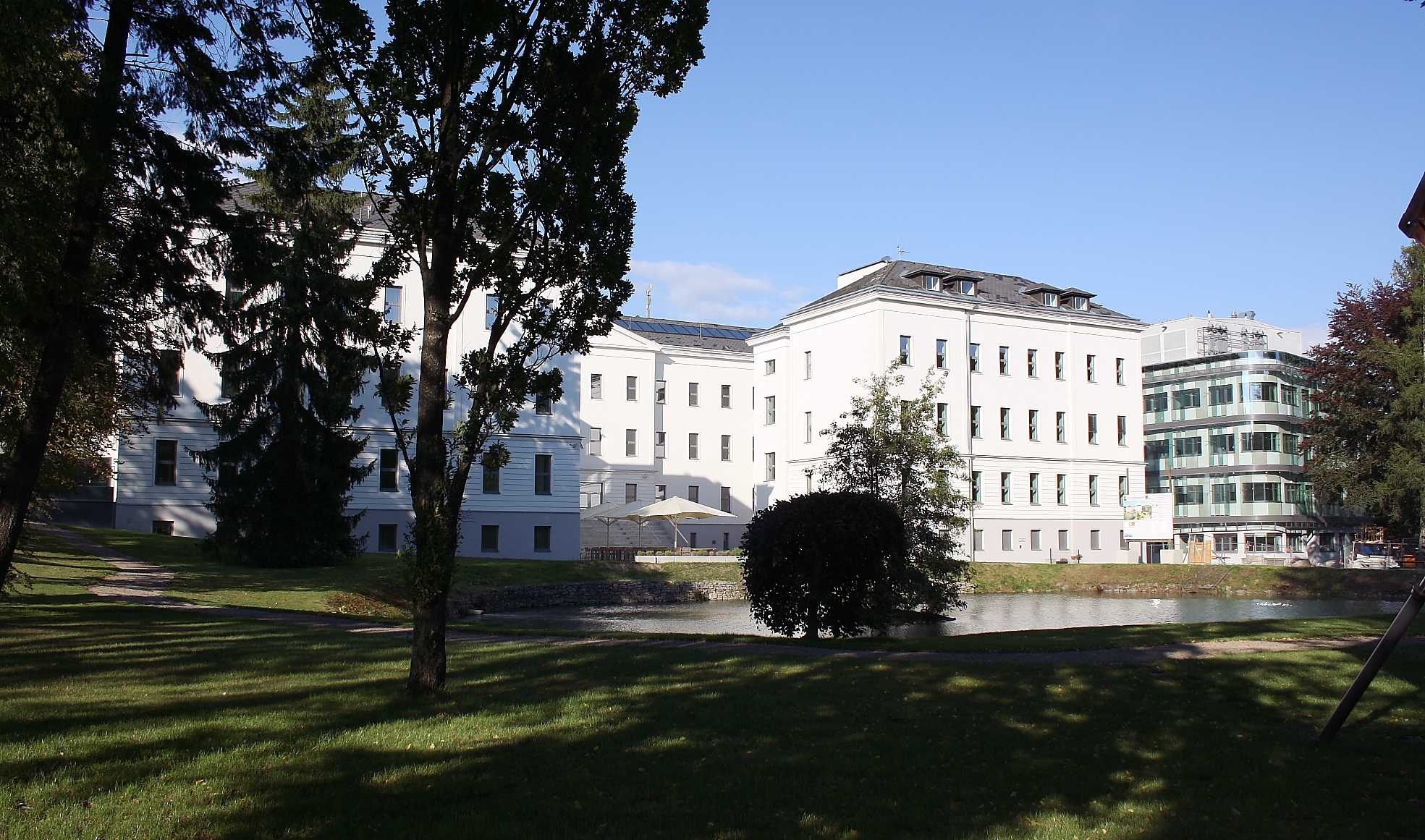
Institute of Science and Technology Austria (ISTA), Südwestansicht des umgebauten Zentralgebäudes der ehemaligen Anstalt, 2010.

Die NÖ Landes-Irrenanstalt Kierling Gugging in Maria Gugging war ein Krankenhaus der Psychiatrie. Dieses wurde 1885 als Irrenanstaltsfiliale Gugging-Kierling in Betrieb genommen und 2007 als NÖ Landesnervenklinik Ost – Klosterneuburg-Gugging aufgelöst. Die Institution wurde im Laufe der Zeit mehrfach umbenannt. 

## Geschichte
Am 1. April 1885 wurde die Irrenanstaltsfiliale Gugging-Kierling in Betrieb genommen. Zunächst handelte es sich hierbei um eine Außenstelle der in einem stillgelegten Fabrikgebäude in der Martinstraße in Klosterneuburg untergebrachten Landes-Irrenanstalt. Diese wurde ihrerseits als eine Platzerweiterung zu bestehenden Anstalten in Wien und Ybbs gegründet. 
Im April 1886 fand der Baubeginn des ersten Gebäudes der NÖ Landes-Irrenanstalt Kierling Gugging statt. Diese wurde am 1. Juli 1890 offiziell umbenannt und mit einer eigenen Leitung versehen.
Am 17. August 1896 wurde die Landes-Irrenanstalt mit der Eröffnung der n.ö. Landes Pflege- und Beschäftigungsanstalt für schwachsinnige Kinder erweitert. Zur Pflege der dort internierten Kinder wurden Schwestern des Linzer Ordens Barmherzige Schwestern vom heiligen Kreuz gewonnen.
Am 1. Januar 1907 erfolgte eine weitere Namensänderung in n.ö. Landes-Irrenanstalt Gugging.
In der Mitte der 1920er Jahre erfolgte die Umbenennung der n.ö. Landes-Irrenanstalt Gugging in Heil- und Pflegeanstalt Gugging.

### Zeit des Nationalsozialismus
Während der nationalsozialistischen Herrschaft wurden in der Anstalt Menschen, die von den Nationalsozialisten als „unwertes Leben“ angesehen wurden, im Rahmen der Aktion T4 ermordet. Ab 1943 wurden über 330 Menschen, darunter wahrscheinlich auch Jugendliche und Kinder, getötet. Der Anstaltsleiter Emil Gelny (1890–1961) vergiftete die Patienten mit Medikamenten oder tötete sie mit einem eigens von ihm konstruierten Apparat mit Starkstrom. Weitere 600 Patienten der Anstalt wurden zum Schloss Hartheim in Alkoven bei Linz überstellt und dort mit Kohlenmonoxid ermordet.
Czech schätzt, dass in Gugging insgesamt 2100 Patienten durch Vergasen, Elektroschocks, Vergiften und systematisches Verhungernlassen ermordet wurden.

### Nachkriegszeit und Entwicklungen bis in die Gegenwart
Am 6. und 7. April 1945 rückten russische Truppen im Zuge der Westumfassung Wiens von St. Andrä Wördern kommend über Maria Gugging nach Klosterneuburg vor. Am 12. April 1945 erfolgte die Evakuierung von Gugging und Kierling durch die Russen – mit Ausnahme der Anstalt. Dort mangelte es an Lebensmitteln, Kleidung und Brennmaterial. 1946 und 1947 kam es durch Unterstützung von Schweizern, Dänen und Amerikanern zu einer Linderung des Notstands.
Am 14. Juli 1947 verurteilte das Volksgericht Wien (Aktenzahl Vg 11h Vr 455/46) im „Gelny-Prozess“ vier Krankenschwestern und fünf Pfleger wegen Beihilfe zum Mord in den Heil- und Pflegeanstalten Gugging und Mauer-Öhling zu teils hohen Haftstrafen. Emil Gelny konnte sich nach dem Krieg den österreichischen Gerichten durch Flucht entziehen.
1954 erfolgte die Modernisierung sämtlicher Pavillons der Anstalt. 1957 wurde Kierling-Gugging aus dem Fürsorgestatus in den Verband der Krankenanstalten übernommen.
1966/1967 erfolgte eine weitere Umbenennung der Heil- und Pflegeanstalt Gugging in NÖ Landeskrankenhaus für Psychiatrie und Neurologie Klosterneuburg.
Ab 1976 regte der damalige Direktor Alois Marksteiner umfassende und maßgebende Psychiatriereformen an. Mit Marksteiners Unterstützung wurde 1981 durch den Psychiater Leo Navratil das Zentrum für Kunst-Psychotherapie gegründet, das 1986 von Johann Feilacher offiziell in Haus der Künstler umbenannt wurde und heute Kernstück des Art/Brut Centers Gugging ist. 
Am 31. Oktober 1989 wurde das NÖ Landeskrankenhaus für Psychiatrie und Neurologie Klosterneuburg umbenannt in NÖ Landesnervenklinik Ost – Klosterneuburg-Gugging.
Im Jahr 2007 wurde die NÖ Landesnervenklinik Ost – Klosterneuburg-Gugging vollständig aufgelöst.
Auf ihrem Gelände sind heute das Art/Brut Center Gugging und das Institute of Science and Technology Austria (ISTA) ansässig.
Das Hauptgebäude (Objekt 1) wurde völlig umgebaut. Ein Verwaltungsgebäude (Objekt 3) und die ehemalige Spitalskapelle stehen unter Denkmalschutz.

## Historie der Namensänderungen
| Zeitraum | Namensänderung                                                                          |
| -------- | --------------------------------------------------------------------------------------- |
| 1885     | Inbetriebnahme als Irrenanstaltsfiliale Gugging-Kierling                                |
| 1890     | Eröffnung der NÖ Landes-Irrenanstalt Kierling Gugging mit einer selbstständigen Leitung |
| 1907     | Umbenennung in n.ö. Landes-Irrenanstalt Gugging                                         |
| ca. 1925 | Umbenennung in Heil- und Pflegeanstalt Gugging                                          |
| 1966/67  | Umbenennung in NÖ Landeskrankenhaus für Psychiatrie und Neurologie Klosterneuburg       |
| 2007     | Auflösung der NÖ Landesnervenklinik Ost – Klosterneuburg-Gugging                        |